# Stazione di Ponte Albanito
La stazione di Ponte Albanito è una stazione ferroviaria posta sulla linea Napoli-Foggia. Serve la località di Ponte Albanito, posta nel territorio comunale di Foggia.

## Storia
La moderna stazione di Ponte Albanito è stata attivata il 9 dicembre 2012, in concomitanza con l'apertura della variante di tracciato della ferrovia Napoli-Foggia, tra l'ex-stazione di Troia e il nuovo posto di movimento Cervaro; contestualmente fu soppressa la vecchia stazione di Ponte Albanito (posta lungo il tracciato abbandonato) che era stata aperta al pubblico nel 1946 grazie all'adeguamento di un preesistente posto di movimento ("raddoppio"), quest'ultimo operativo fin dal 1917.
A causa della soppressione del servizio regionale tra Benevento e Foggia, la stazione non è servita da alcun treno. Dal 28 giugno 2017 è comunque operativa la prima tratta di raddoppio tra i posti di movimento di Cervaro e Bovino.